# Slapniki
Slápniki (tudi slapníki, znanstveno ime Gaviidae) so družina ptic, ki vsebuje vse danes živeče vrste slapnikov. Družina vsebuje en sam rod Gavia.
V Evropi in Sloveniji živijo štiri vrste. Slapniki so vodne ptice in jih najdemo v mnogih predelih Severne Amerike in Evrope. Veliki so kot velika raca, s katero pa niso v sorodu. Njihova operjenost je večinoma siva ali črna, kljun pa je zaostren kot sulica.
Slapnike se nekdaj šteli za najstarejšo skupino ptic severne poloble. Nedavno pa je postalo jasno, da sta plojkokljuni (race, gosi in labodi) in kure) še starejši skupini. Najbolj so sorodni pingvinom in cevonoscem.
Ledni slapnik je nacionalna ptica Kanade in krasi kovanec za en kanadski dolar. Je tudi uradna pokrajinska ptica Ontaria in uradna ptica ameriške zvezne države Minnesota.

## Ime
Znanstveno ime rodu Gavia je latinsko ime za malo ptico Mergellus albellus, podobno raci, iz družine plovcev (Anatidae) v redu plojkokljunov. Vendar slapniki niso v sorodu s temi pticami.

## Sistematika
Vse danes živeče vrste so uvrščene v rod Gavia. Domneva se, da je rod Gavia nastal v Evropi v času paleogena. Najstarejša vrsta, G. egeriana, je bila odkrita v depozitih zgodnjega miocena v Dolnicah na Češkem. V preostanku miocena se je rod Gavia razširil v Severno Ameriko ob atlantski obali, in do poznega miocena dosegel tudi pacifiško obalo. Raziskave medsebojnih odnosov med obstoječimi vrstami so pokazale, da so rdečevrati slapniki najbolj bazalni med petimi vrstami.
| Linija           | Slika | Domače in nanstveno ime                                | Območje razširjenosti                                                                                              |
| ---------------- | ----- | ------------------------------------------------------ | --- |
| Bazalna linija   |       | rdečegrli slapnik, Gavia stellata                      | Severna polobla, večinoma severno od 50°, poleti v notranjosti, pozimi na obalah, vse do Floride in južne Kitajske |
| Črnovrata linija |       | polarni slapnik, Gavia arctica                         | Severna Evropa in Azija; gnezdi v notranjosti, prezimuje ob atlantski in pacifiški obali                           |
| Črnovrata linija |       | tihomorski slapnik, Gavia pacifica (prej v G. arctica) | Severna Kanada in vzhodna Sibirija; prezimuje ob pacifiški obali Severne Amerike                                   |
| Črnoglava linija |       | ledni slapnik, Gavia immer                             | Obale in jezera Kanade in ZDA, vse do Mehike; tudi ob atlantski obali Evrope                                       |
| Črnoglava linija |       | rumenokljuni slapnik, Gavia adamsii                    | Rusija, Kanada, ZDA; občasno tudi Mehika in Španija                                                                |